# Minimoog
Le Minimoog (Model D) est un synthétiseur analogique monophonique, inventé par Bill Hemsath et Robert Moog. Commercialisé en 1970, cet instrument fixa plusieurs standards pour les synthétiseurs analogiques au niveau de l'interface de contrôle notamment. On peut en jouer via son clavier intégré, une nouveauté à l'époque. Il a été fabriqué de 1970 à 1981,.
Ce synthétiseur s'appuie sur la synthèse soustractive : les oscillateurs fournissent des formes d'ondes riches en harmoniques, que le filtre permet d'adoucir.
Le Minimoog dispose de quatre sources sonores : trois oscillateurs (VCO) et un générateur de bruit. Le troisième oscillateur peut être commuté en LFO (oscillateur basse fréquence) et utilisé pour moduler les deux autres oscillateurs ou le filtre. Les ondes sonores mélangées via les contrôles de la section mixer passent ensuite par le fameux « filtre Moog » — un VCF passe-bas résonnant à quatre pôles, 24 dB/oct — et un amplificateur (VCA), qui tous deux possèdent leur propre générateur d'enveloppe.

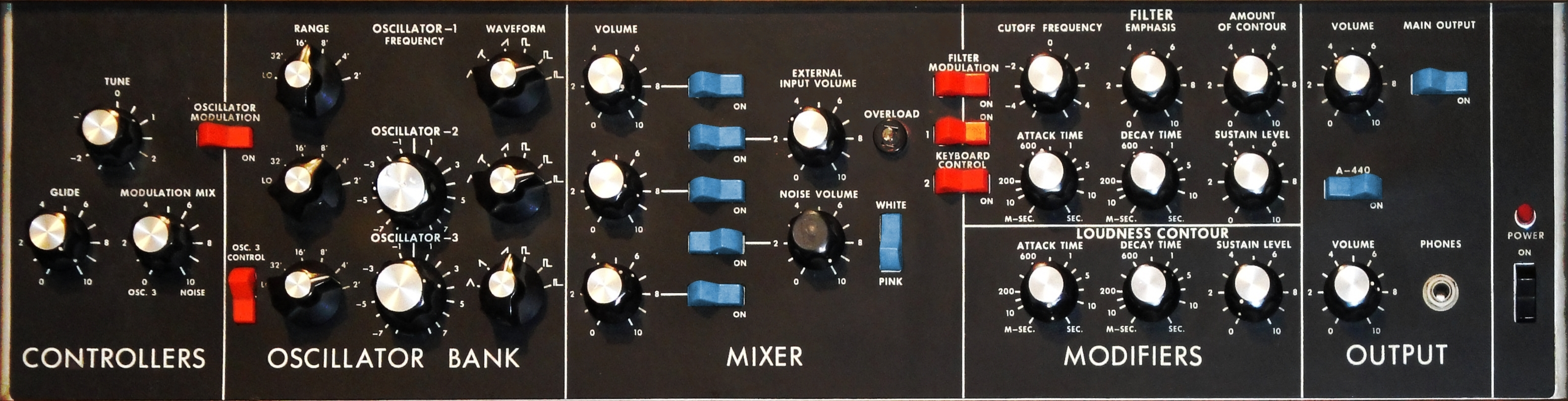
Détail du panneau de contrôle du Minimoog.

Ce synthétiseur reste aujourd'hui encore une référence dans le monde de la musique électronique et ce plus de cinquante ans après sa sortie. Une version modernisée, le Minimoog Voyager, conçue par Robert Moog, a vu le jour en 2002. Elle reprend l'architecture de l'original, tout en lui ajoutant des fonctionnalités modernes, et sa qualité sonore est voisine de celle du Minimoog Model D.

## Utilisation
Le Minimoog a été, et est encore, utilisé par de nombreux musiciens, dont :
- ABBA
- Peter Baumann de Tangerine Dream
- Vince Clarke (notamment au sein du groupe Erasure)
- Chick Corea
- Dada Life
- Dr. Dre
- Daft Punk
- Francis Décamps, claviériste du groupe français Ange
- Geoff Downes (Buggles, Yes, Asia)
- George Duke
- Keith Emerson (Emerson, Lake and Palmer, Emerson, Lake & Powell, 3)
- Christopher Franke de Tangerine Dream
- Florian Fricke (Tangerine Dream, Popol Vuh)
- Hans-Jürgen Fritz du groupe allemand Triumvirat
- Eloy Fritsch
- Edgar Froese de Tangerine Dream
- Pierluigi Giombini (notamment l'introduction de Dolce Vita par Ryan Paris[3])
- Jean Ven Robert Hal
- Jan Hammer
- Herbie Hancock[4]
- Ralf Hütter de Kraftwerk
- Jean-Michel Jarre
- Igor Khoroshev (Yes)
- Geddy Lee de Rush
- Serge Locat, claviériste du groupe québécois Harmonium
- Manfred Mann
- Marillion
- Patrick Moraz (Mainhorse, Refugee, Yes, Moody Blues)
- Giorgio Moroder
- Gary Numan
- Jean-Jacques Perrey
- Klaus Schulze
- Christian Simard, claviériste et chanteur du groupe québécois Morse Code
- Sun Ra
- Richard Tandy du groupe ELO
- Toto
- Vangelis
- Vitalic
- Anthony Cédric Vuagniaux[5]
- Adam Wakeman, (Ozzy Osbourne, Black Sabbath, Rick Wakeman, Strawbs, Yes)
- Oliver Wakeman (Yes, Strawbs, Rick Wakeman)
- Rick Wakeman (Yes, Anderson Bruford Wakeman Howe, Yes Featuring Jon Anderson, Trevor Rabin, Rick Wakeman)
- Benoît Widemann
- Rick Wright (Pink Floyd)
- Jean Saint-Jacques UZEB
- Eddie Van Halen